# Resolutie 1654 Veiligheidsraad Verenigde Naties
Resolutie 1654 van de Veiligheidsraad van de Verenigde Naties werd unaniem door de
VN-Veiligheidsraad aangenomen op 31 januari 2006. De resolutie verlengde de groep van experts die de schendingen van het wapenembargo tegen gewapende groepen in de Democratische Republiek Congo onderzocht met een half jaar.

## Achtergrond
In 1994 braken in de Democratische Republiek Congo etnische onlusten uit die onder meer werden veroorzaakt door de vluchtelingenstroom uit de buurlanden Rwanda en Burundi. In 1997 beëindigden rebellen de lange dictatuur van Mobutu en werd Kabila de nieuwe president. In 1998 escaleerde de burgeroorlog toen andere rebellen Kabila probeerden te verjagen. Zij zagen zich gesteund door Rwanda en Oeganda. Toen hij in 2001 bij een mislukte staatsgreep omkwam, werd hij opgevolgd door zijn zoon. Onder buitenlandse druk werd afgesproken verkiezingen te houden die plaatsvonden in 2006 en gewonnen werden door Kabila. Intussen zijn nog steeds rebellen actief in het oosten van Congo en blijft de situatie er gespannen.

## Inhoud

### Waarnemingen
De Veiligheidsraad wilde nauw toezien op de naleving van het wapenembargo dat met resolutie 1493 was opgelegd en met resolutie 1596 was uitgebreid. Ook wilde de Veiligheidsraad de maatregelen tegen de schenders in de laatste resolutie hard maken.

### Handelingen
De secretaris-generaal werd gevraagd om de groep van experts die krachtens resolutie 1533 schendingen van het embargo onderzocht opnieuw op te richten, nu tot 31 juli. Die experts werd gevraagd voor 10 juli te rapporteren. Van alle partijen en landen werd geëist dat ze meewerkten met de experts, hun veiligheid verzekerden en aan die experts toegang tot relevante personen, documenten en plaatsen verschaften.

## Verwante resoluties
- Resolutie 1649 Veiligheidsraad Verenigde Naties (2005)
- Resolutie 1653 Veiligheidsraad Verenigde Naties
- Resolutie 1669 Veiligheidsraad Verenigde Naties
- Resolutie 1671 Veiligheidsraad Verenigde Naties

Lijst ·  1652 ·  1653 ·  1654 ·  1655 ·  1656 ·  1657 ·  1658 ·  1659 ·  1660 ·  1661 ·  1662 ·  1663 ·  1664 ·  1665 ·  1666 ·  1667 ·  1668 ·  1669 ·  1670 ·  1671 ·  1672 ·  1673 ·  1674 ·  1675 ·  1676 ·  1677 ·  1678 ·  1679 ·  1680 ·  1681 ·  1682 ·  1683 ·  1684 ·  1685 ·  1686 ·  1687 ·  1688 ·  1689 ·  1690 ·  1691 ·  1692 ·  1693 ·  1694 ·  1695 ·  1696 ·  1697 ·  1698 ·  1699 ·  1700 ·  1701 ·  1702 ·  1703 ·  1704 ·  1705 ·  1706 ·  1707 ·  1708 ·  1709 ·  1710 ·  1711 ·  1712 ·  1713 ·  1714 ·  1715 ·  1716 ·  1717 ·  1718 ·  1719 ·  1720 ·  1721 ·  1722 ·  1723 ·  1724 ·  1725 ·  1726 ·  1727 ·  1728 ·  1729 ·  1730 ·  1731 ·  1732 ·  1733 ·  1734 ·  1735 ·  1736 ·  1737 ·  1738